# Стефан Гюгенер
Стефан Гюгенер (нім. Stefan Höhener; 13 червня 1980, м. Ґаіс, Швейцарія) — швейцарський саночник, який виступає в санному спорті на професіональному рівні з 1999 року. 
Учасник трьох зимових Олімпійських ігор здобув 32 місце в 2010 році, 15 місце в 2006 році і в 2002 році 13 місце (найуспішніший його результат) в одиночних змаганнях. На світових форумах саночників його досягнення такі ж скромні.